# Morozov (cráter)

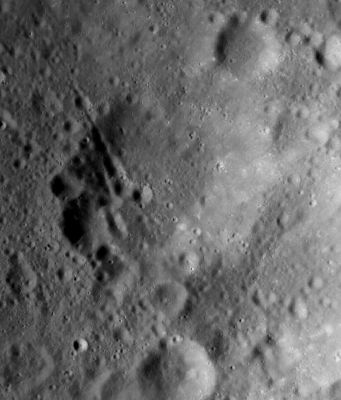
Fotografía de la misión Lunar Reconnaissance Orbiter

Morozov es un cráter de impacto que se encuentra en la cara oculta de la Luna. Se encuentra al norte del cráter Gregory, y al este-sureste de Ibn Firnas. A menos de dos diámetros del cráter al oeste-suroeste de Morozov se halla Zanstra.
|  |

Es un elemento desgastado y erosionado, particularmente en su borde occidental, donde un par de marcas paralelas (ranuras o cadenas de cráteres) atraviesan la pared interior, corriendo hacia el sur-sureste. Ningún impacto notable se localiza en el borde interior del cráter, aunque presenta algunos daños en el lado noreste.
En algunas fuentes puede verse el nombre de este cráter escrito como Morosov.

## Cráteres satélite
Por convención estos elementos son identificados en los mapas lunares poniendo la letra en el lado del punto medio del cráter que está más cercano a Morozov.
|         | \| Morozov \| Coordenadas \| Diámetro \| \| ------- \| ---------------------------- \| -------- \| \| C \| 6°06′N 128°30′E / 6.1, 128.5 \| 10 km \| \| E \| 6°00′N 130°12′E / 6.0, 130.2 \| 15 km \| \| F \| 5°24′N 130°00′E / 5.4, 130.0 \| 60 km \| \| Y \| 7°18′N 127°00′E / 7.3, 127.0 \| 45 km \| |          |
| Morozov | Coordenadas | Diámetro |
| C       | 6°06′N 128°30′E / 6.1, 128.5 | 10 km    |
| E       | 6°00′N 130°12′E / 6.0, 130.2 | 15 km    |
| F       | 5°24′N 130°00′E / 5.4, 130.0 | 60 km    |
| Y       | 7°18′N 127°00′E / 7.3, 127.0 | 45 km    |